# Sittstrejk

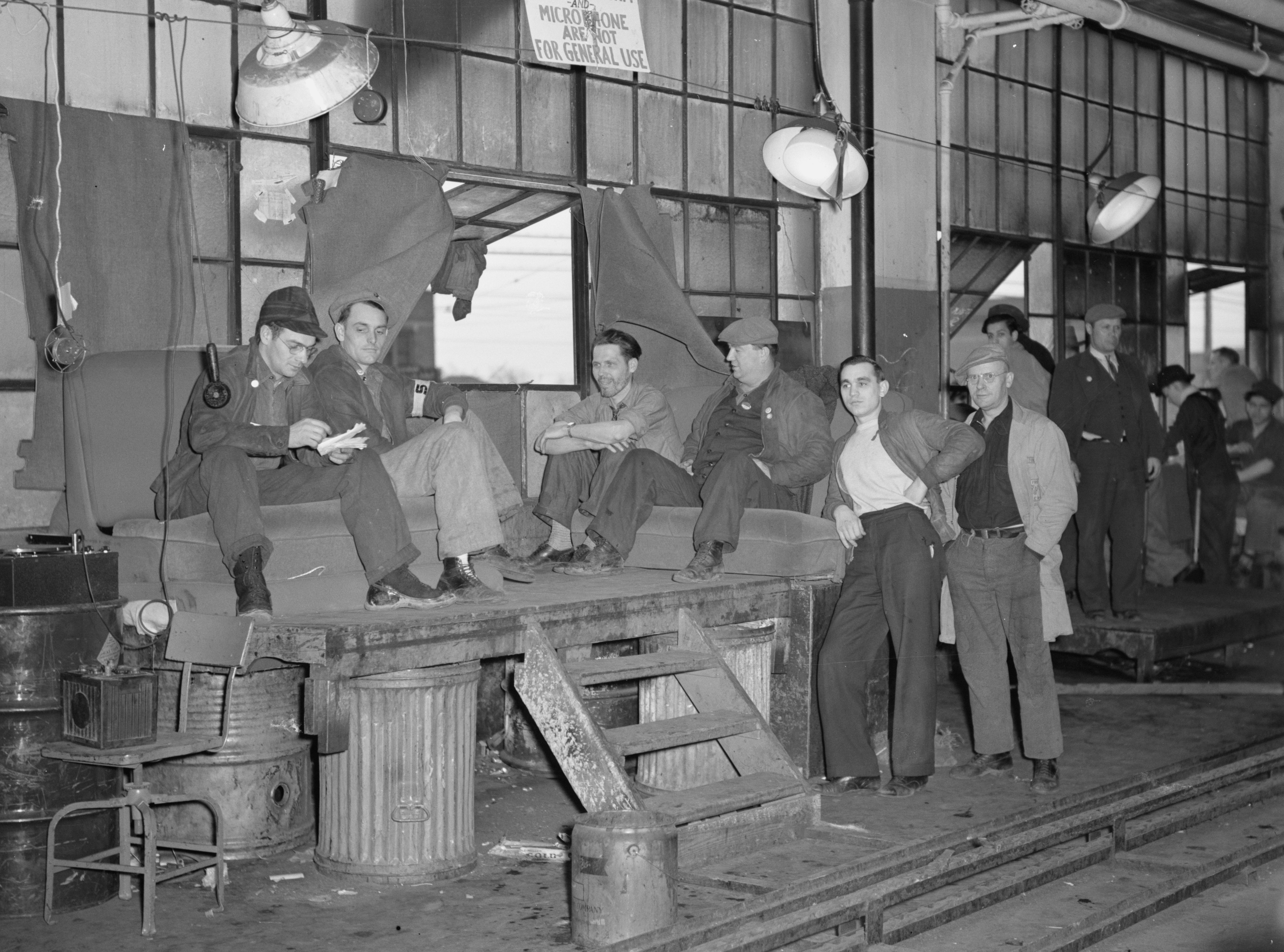
Sittstrejken på General Motors i Flint, 1937.

En sittstrejk är en form av protest samt i vissa fall en form av civil olydnad som går ut på att man organiserat sitter ner i grupp för att visa missnöje. Sittstrejkar har förekommit inom arbetarrörelsen som då är en variant av strejk, såväl som inom aktivism för att visa politiskt missnöje. Många uppmärksammade personer har utfört sittstrejkar, bland annat Martin Luther King, Brian Haw, Greta Thunberg och Fatemeh Khavari.

## Sittstrecken på General Motors
Ett av de mer kända sittstrejkerna var sittstrejken på General Motors i Flint i Michigan vintern 1936–1937. Arbetarna som arbetade på General Motors fabrik i Flint klagade på arbetsförhållandena men vägrade lämna sina arbetsplatser eftersom de var rädda för att de kan komma att bytas ut. Strejken pågick i 44 dagar och till slut fick de igenom ett antal förbättringar och det första fackliga avtalet mellan arbetarna och General Motors.

## Fatemeh Khavari och Ung i Sveriges sittstrejk

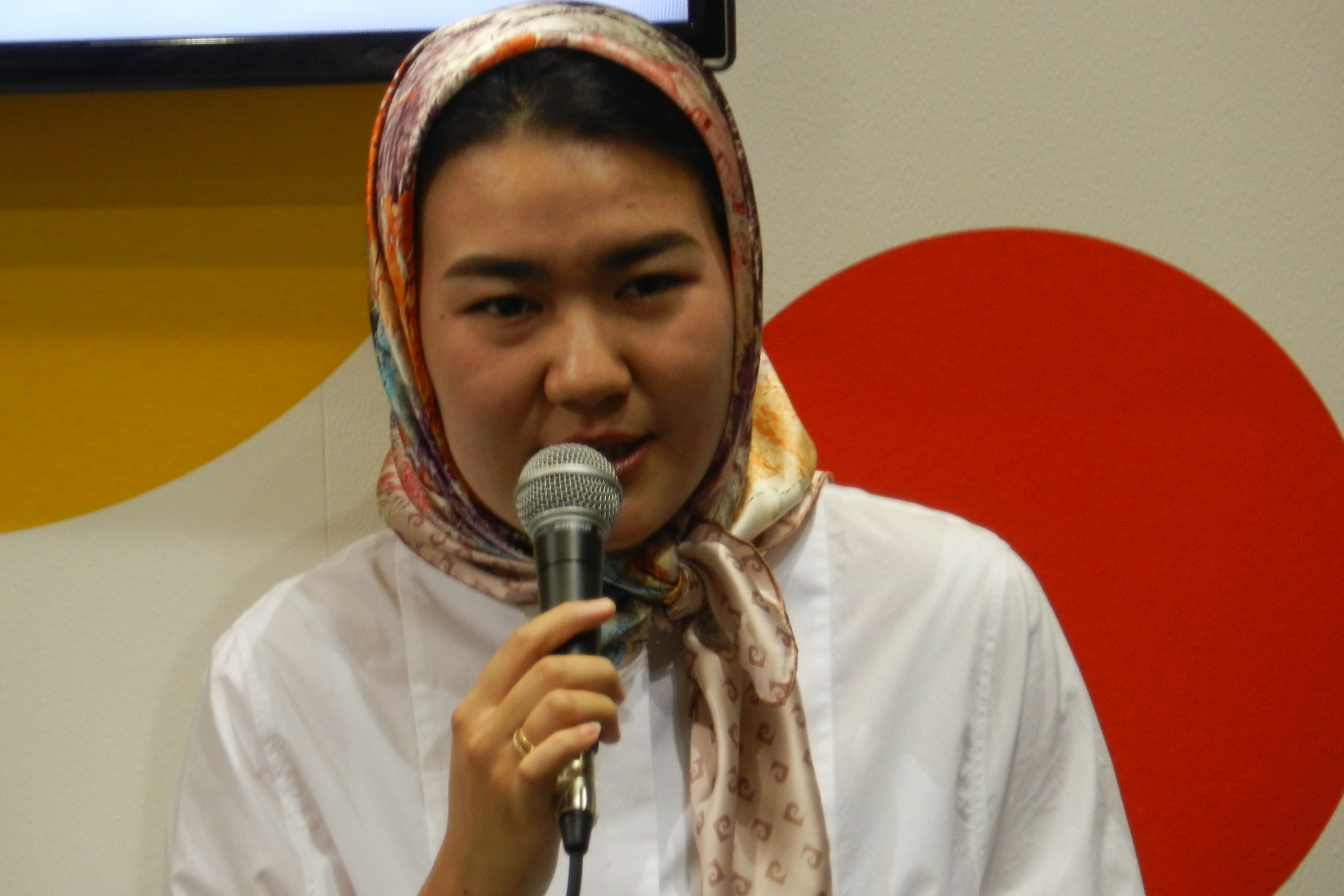
Fatemeh Khavari, var en av de som låg bakom sittstrejken under hösten 2017.

I augusti 2017 började unga med rötter i Afghanistan sittstrejka på Mynttorget i Stockholm. Fatemeh Khavari inledde sittstrejken tillsammans med några få andra och organisationen Ung i Sverige för att stoppa utvisningarna av unga afghaner. Sittstrejken flyttades från Mynttorget till Medborgarplatsen och slutligen till Norra Bantorget och pågick i cirka 58 dagar, från 6 augusti till 2 oktober. Sittstrejken antas ha haft stor påverkan på beslutet att införa Gymnasielagen 2018 som gav  7 - 8000 huvudsakligen afghanska ungdomar tillfälligt uppehållstillstånd för studier. 

## Greta Thunbergs skolstrejk

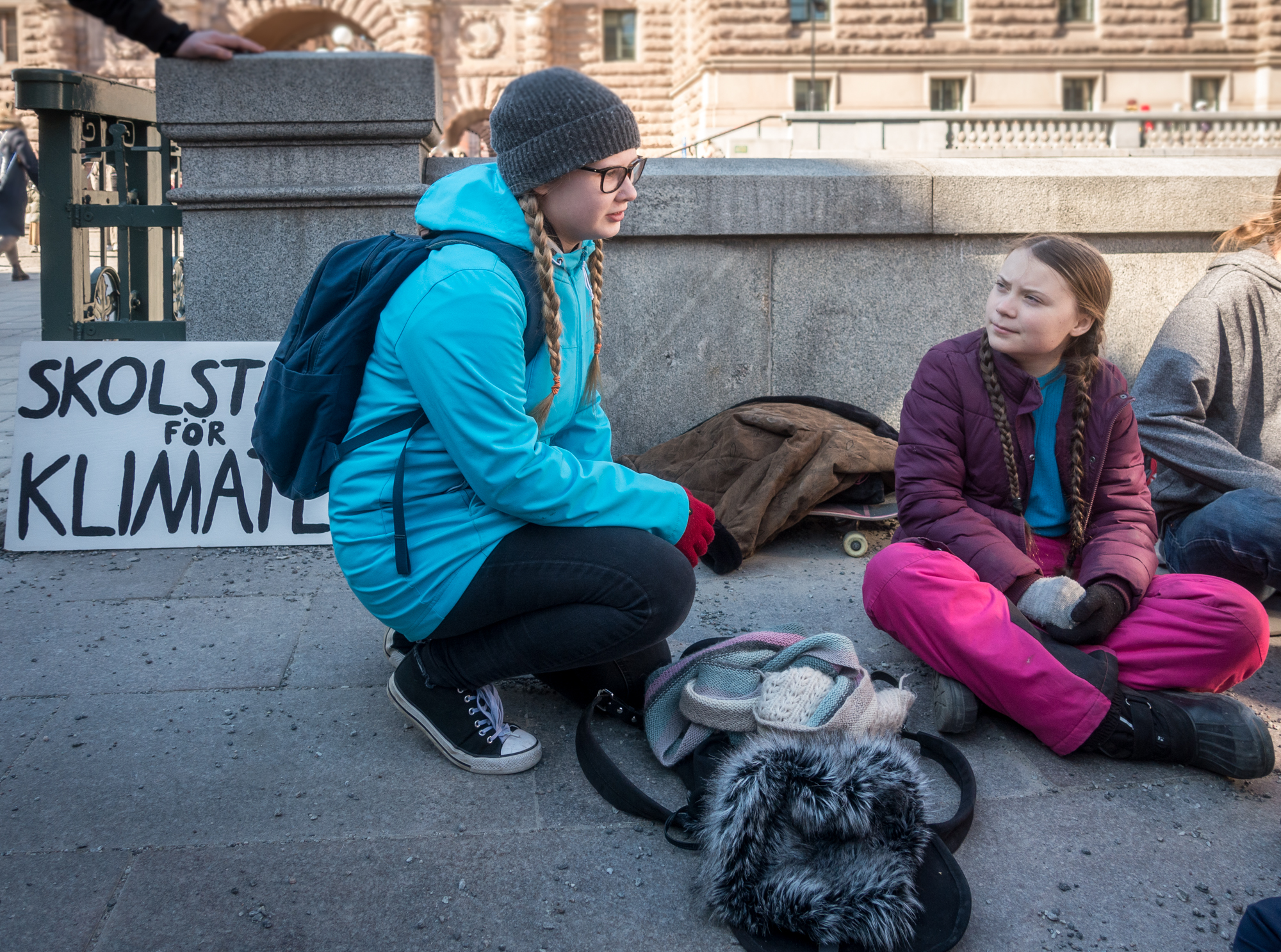
Greta Thunberg sittstrejkar tillsammans med andra aktivister utanför riksdagen, april 2019.

Den 20 augusti 2018 började den svenska klimataktivisten Greta Thunberg sittstrejka utanför riksdagen med plakatet "Skolstrejk för klimatet". Thunberg satt där varje skoldag fram till riksdagsvalet i början av september, och efter valet varje fredag, med avsikt att inte sluta förrän svensk politik är i linje med Parisavtalet. Hennes sittstrejk har lett till en internationell rörelse som kräver åtgärder för att förhindra mer global uppvärmning och klimatförändring.